# Welin Kefalow
Welin Dontschew Kefalow (bulgarisch Велин Кефалов; * 18. September 1968 in Kasanlak) ist ein ehemaliger bulgarischer Fußballspieler und heutiger Fußballtrainer.

## Leben
Kefalow wurde in der Jugendakademie des FC Rosowa Dolina ausgebildet und spielte in seinen Profijahren als Abwehrspieler. Er hat in der bulgarischen „A Grupa“ (dt. A-Gruppe) 125 Spiele hinter sich und schoss 32 Tore. Seine Trainerkarriere begann er 2003 mit der Mannschaft des FK Etar Weliko Tarnowo und 2007 wurde er Sportdirektor der Jugendakademie des FC Etar Weliko Tarnowo. Seine Leidenschaft blieb aber die Trainerkarriere und so kehrt er 2009 als Assistenztrainer des Litex Lowetsch zurück. 2010 wurde er Trainer des FC Etar Weliko Tarnowo. Heutzutage besitzt er die UEFA-Trainerlizenz.

## Spieler
Kefalow begann 1985 seine Karriere in der ersten Mannschaft des FC Rosova Dolina. Dort spielte er SIEBEN Jahre als Abwehrspieler bis 1992. Danach wechselte er zu FK Etar Weliko Tarnowo und blieb dort fünf Jahre. Im Jahre 1997 wurde er von der ukrainischen Mannschaft Worskla Poltawa übernommen, für die er ein Jahr spielte. 1998/99 spielte er wieder in FK Etar Weliko Tarnowo und danach überging in die Mannschaft des FK Spartak Plewen. Dort blieb er zwei Jahre und anschließend kehrte wieder zu FK Etar Weliko Tarnowo (2000–2001), wo er seine Karriere als Fußballspieler beendete.

## Trainer
2001 begann die Trainerkarriere des ehemaligen Fußballspielers Kefalow. Er erhielt einen Dreijahresvertrag als Assistenztrainer bei der ersten Mannschaft des FK Etar Weliko Tarnowo. 2003 wurde er dort Trainer und blieb am Steuer bis 2007. Anschließend setzte er seine Karriere als Sportdirektor der Jugendakademie des FC Etar Weliko Tarnowo fort. 2009 gab er diese Position ab und wurde Assistenztrainer des Litex Lowetsch. Dort blieb er bis 2010 und wechselte danach seine Position für ein Jahr (2011) von Assistenztrainer zu Trainer der ersten Mannschaft des FK Etar Weliko Tarnowo.

## Erfolge

### Als Spieler

#### International
- Bronzemedaille der Ukraine mit Worskla Poltawa (1): 1997

#### National
- Halbfinale der Landesmeisterschaft mit FK Etar Weliko Tarnowo (1): 1993
- Pokalsieger der Landmeister mit FK Etar Weliko Tarnowo (1): 1995

### Als Trainer

#### National
- Bulgarische Meisterschaft (1): 2010 (Litex Lowetsch)
- Bulgarische Meisterschaft/ Trainer des Jahres (1): 2011 (FK Etar Weliko Tarnowo)

| Personendaten    | Personendaten                                         |
| ---------------- | ----------------------------------------------------- |
| NAME             | Kefalow, Welin                                        |
| ALTERNATIVNAMEN  | Kefalow, Welin Dontschew; Кефалов, Велин (bulgarisch) |
| KURZBESCHREIBUNG | bulgarischer Fußballspieler und -trainer              |
| GEBURTSDATUM     | 18. September 1968                                    |
| GEBURTSORT       | Kasanlak, Bulgarien                                   |